# 香川大学教育学部附属高松小学校
香川大学教育学部附属高松小学校（かがわだいがくきょういくがくぶふぞくたかまつしょうがっこう）は、香川県高松市にある国立小学校。通称は「附小」「附属」。

## 沿革
- 1890年（明治23年）9月　香川県尋常師範学校の附属小学校として開校。
- 1892年（明治25年）9月　県会により尋常科修業年限3か年の単級編成の学級を創設。
- 1907年（明治40年）4月　単級の編成を6学年に改める。
- 1908年（明治41年）4月　高松市十番丁（現在の運動場）の新築校舎に移転。
- 1940年（昭和16年）4月　附属小学校を附属国民学校と改称
- 1942年（昭和18年）4月　香川師範学校男子部附属となる
- 1947年（昭和22年）4月　香川師範学校附属高松小学校となる
- 1948年（昭和23年）4月　校舎移転
- 1949年（昭和24年）4月　香川大学香川師範学校附属高松小学校と改称
- 1951年（昭和26年）4月　香川大学学芸部附属高松小学校と改称
- 1966年（昭和41年）4月　香川大学教育学部附属高松小学校と改称
- 2004年（平成16年）4月　国立大学法人化

## 所在地
- 香川県高松市番町五丁目1番55号

## アクセス
- JR高徳線栗林公園北口駅下車11分
- 高松琴平電気鉄道各線瓦町駅下車13分
- ことでんバス香西・下笠居線（行先No.13/15）県庁・日赤前バス停下車3分